# Син Сэ Бом
Син Сэ Бом (кор. 신새봄, род. 28 февраля 1992) — южнокорейская шорт-трекистка, чемпионка мира 2008 года.

## Биография
Син Сэ Бом родилась в 1992 году в Сеуле. В 2007 году, когда училась в средней школе Квангмун в Сеуле, она отобралась в юниорскую национальную сборную и сразу выиграла серебряную медаль в многоборье и золотую в эстафете на чемпионате мира среди юниоров в Млада Болеславе. Син впервые стартовала в сезоне 2007/08 на Кубке мира по шорт-треку. 
Уже в своей первой гонке на этапе Кубка мира в Харбине она поднялись на 2-е место в беге на 1500 м, она повторила этот успех в следующей гонке на 500 м в Кобе. Уже на 4-м этапе ей удалось одержать в Турине первую победу на дистанции 1500 метров. В феврале 2008 года на этапе в Солт-Лейк-Сити заняла 3-е место в беге на 500 м и выиграла с командой в эстафете, а в марте завоевала золотую медаль в эстафете на чемпионате мира в Канныне и серебряную медаль чемпионата мира среди команд в Харбине. 
В 2009 году завоевала серебряную в эстафете и три бронзовых медали в личных дистанциях на чемпионате мира в Вене, и серебряную медаль на командном чемпионате мира в Херенвене. В феврале 2011 года завоевала золотую медаль зимней Универсиады в Эрзуруме. В том же году сломала лодыжку и пропустила половину сезона из-за травмы, тогда же поступила в Университет Данкука. 
В ноябре 2011 года на национальном чемпионате заняла 3-е место, а феврале 2012 года на 93-м Национальном фестивале зимних видов спорта выиграла на дистанциях 1000 м, 3000 м и в составе эстафетной команды. Между тем, Син Сэ Бом сказала: 
```
«Я не смогла попасть в национальную сборную после того, как была выбрана в сезоне 2007-2008 годах, но я хочу вернуться в национальную сборную через отбор, поскольку я вернула себе уверенность в Национальных зимних играх». 
```

В январе 2017 года она завоевала две бронзовые медали в общем беге на 500 и 1500 м в составе команды Sports Totobing Company на 98-м Национальном зимнем фестивале. В апреле того года на катке Mokdong Ice Rink проводился отбор национальной сборной по шорт-треку 2018/2019 годов Син Сэ Бом была выбрана в качестве кандидата. 